# Kiwi (fruit)

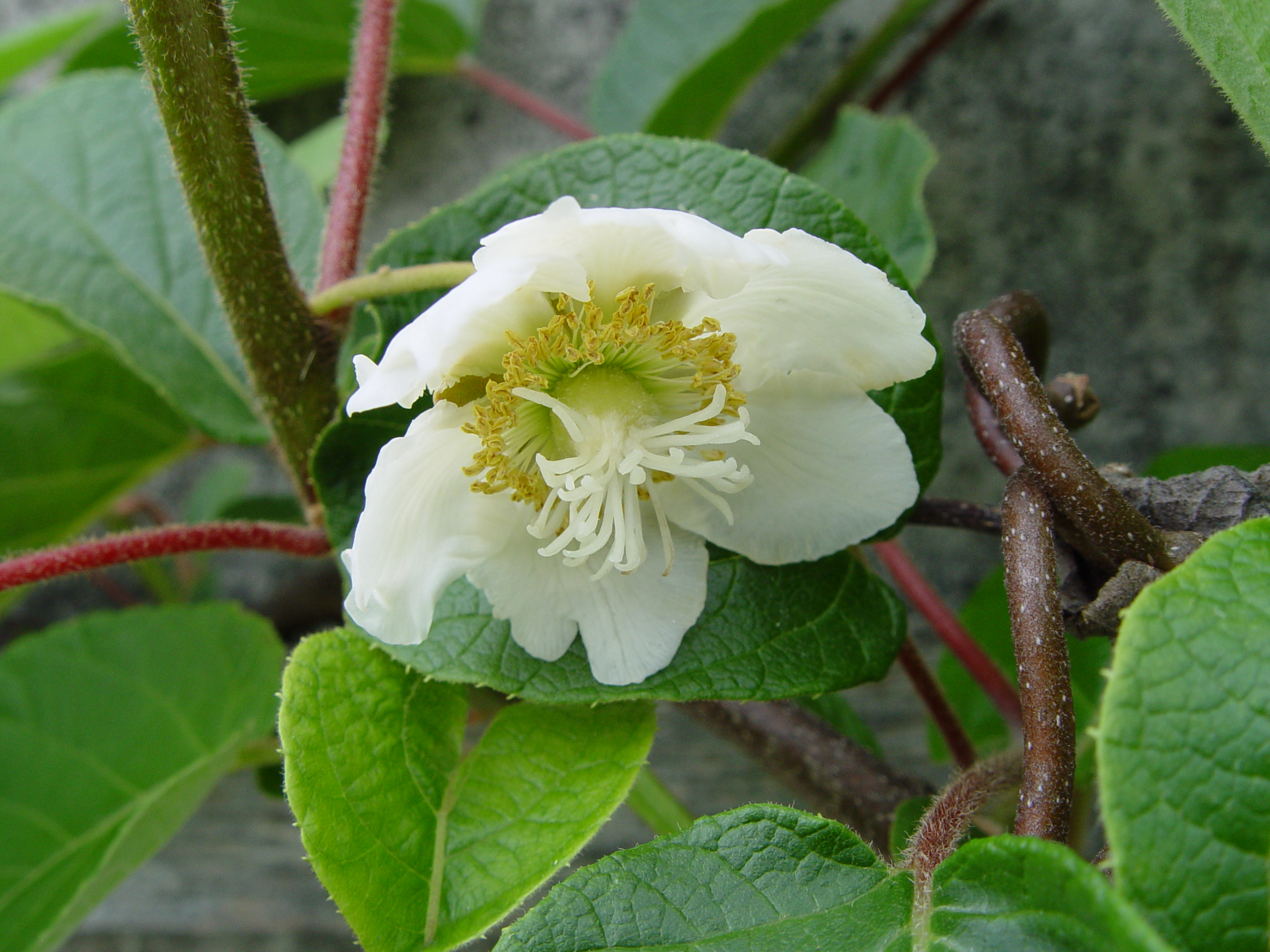
Tweeslachtige bloem

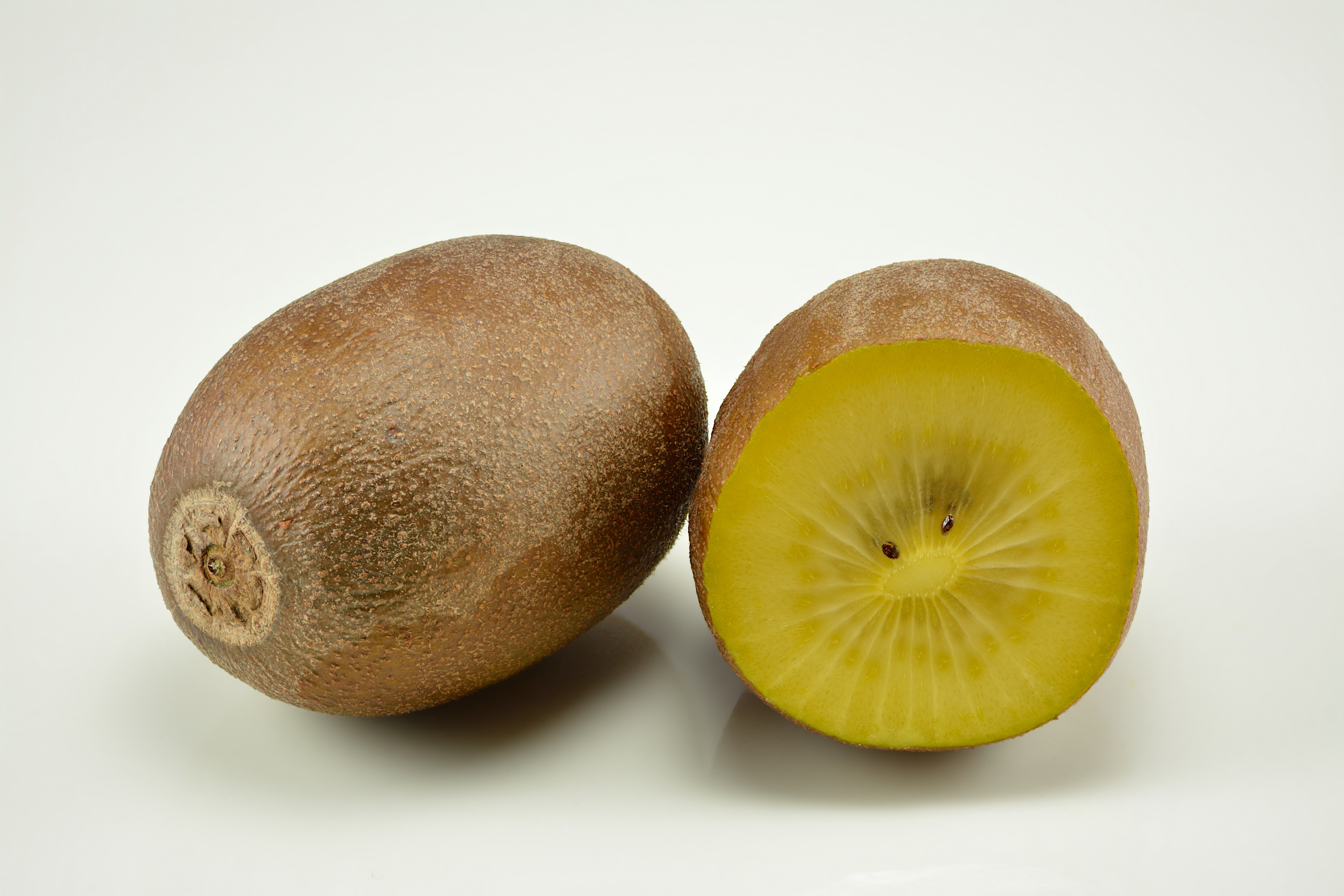
'Soreli'

De kiwi of Chinese kruisbes (Actinidia chinensis) is de eetbare vrucht van een snel groeiende slingerende klimplant. De vruchten van de gewone kiwi zijn gewoonlijk langwerpig ovaal van vorm, hebben helder vruchtvlees met een witte kern en een ring van zwarte pitjes rondom deze kern. Schijfjes kiwi worden vaak als decoratieve garnering van gebak, salades en dergelijke gebruikt, maar de vrucht kan ook in zijn geheel worden gegeten (met of zonder schil).

## Voedingswaarde
De kiwi is heel voedzaam. Hij bevat meer vitamine C (1 kiwi = 166% van de dagelijkse behoefte) dan veel andere fruitsoorten en is een goede kaliumbron. Kiwi's bevatten ook het cholesterolverlagende pectine, verder aminozuren, bètacaroteen, foliumzuur, magnesium, koper, zink, fosfor, mangaan, vitamine A en is het een vetarme bron van vitamine E. Verder bevatten ze koolhydraten, eiwitten en zeer weinig vet. De kiwi kan niet met melkproducten gegeten worden, omdat het enzym actinidine de eiwitten afbreekt en het geheel een bittere smaak geeft. Ditzelfde enzym breekt ook gelatine af. Het kan wel gebruikt worden in marinades, omdat het het vlees al enigszins verteert en malser maakt. Het enzym verdwijnt door de kiwi te blancheren.
In 2025 oordeelde de Europese Commissie dat groene kiwi, als eerste vrucht, een gezondheidsclaim mag afficheren, namelijk die van het bevorderen van vlotte stoelgang.

## Herkomst
Oorspronkelijk komt de kiwi uit China, waar de vrucht al vele eeuwen bekend is. In 1906 werden door Mary Isabel Fraser wat zaden naar Nieuw-Zeeland gehaald. Uit de planten die uit deze zaden groeiden, selecteerden enkele Nieuw-Zeelandse tuinders de eerste rassen. De naam luidde toen nog Chinese kruisbes. Pas in 1959, toen de kiwi voor Nieuw-Zeeland een belangrijk exportproduct werd, werd hij in het kader van de internationale marketing hernoemd naar de bekende inlandse loopvogel: de kiwi. Hierbij speelde ook het bruine, harige en eivormige uiterlijk van de vrucht mee, dat aan de eveneens bruine en eivormige vogel doet denken.

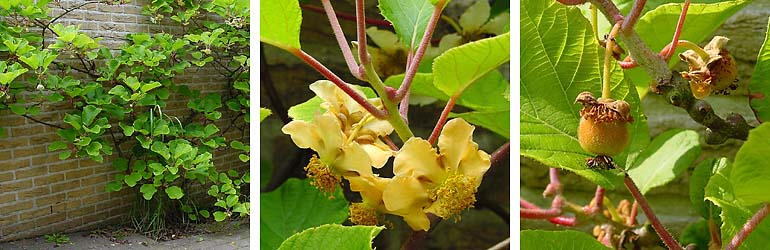
Foto's (genomen in België) van kiwiplant, mannelijke bloem (kan ook wit zijn) en jonge vrucht

## Wereldwijde productie
| Topproducenten van kiwi's 2021 | Topproducenten van kiwi's 2021 |
| Land                           | Productie (ton)                |
| ------------------------------ | ------------------------------ |
| China                          | 2.380.787                      |
| Nieuw-Zeeland                  | 628.496                        |
| Italië                         | 416.060                        |
| Griekenland                    | 313.390                        |
| Iran                           | 294.263                        |
| Chili                          | 139.560                        |
| Turkije                        | 86.362                         |
| Portugal                       | 55.460                         |
| Frankrijk                      | 46.030                         |
| Verenigde Staten               | 36.380                         |

Doordat de landen in verschillende perioden oogsten en door de goede bewaarmogelijkheden is de kiwi het hele jaar door verkrijgbaar.

## Handel en consumptie
De kiwi is voor de handel een makkelijk product: hij kan maandenlang gekoeld bewaard worden zonder verlies van smaak en vitamines. Hoe rijper de kiwi, hoe gemakkelijker hij te eten is. Ze worden vaak onrijp aangeboden, maar dan is de smaak zurig en de nasmaak onprettig. Ook kunnen de pitjes een 'ijzersmaak' op de tanden achterlaten. Een kiwi kan men thuis verder laten rijpen op kamertemperatuur, niet in direct zonlicht en niet te dicht in de buurt van ander fruit. Een rijpe kiwi is licht indrukbaar. De kiwi kan worden geschild of worden gehalveerd en uitgelepeld voor consumptie. Verder kan de kiwi ook prima met schil worden gegeten.

## Teelt
De kiwi gedijt in een gematigd klimaat zoals onder meer Nieuw-Zeeland dat heeft. Bij de tweehuizige rassen kan één mannelijke plant maximaal acht vrouwelijke planten goed bestuiven. De bestuiving vindt voornamelijk plaats via insecten.
De meeste rassen zijn in het Nederlandse klimaat niet volledig winterhard. Met name voor jonge planten is bescherming tegen strenge vorst nodig. Daarna is de winterhardheid meestal toereikend, al kan in strenge winters wel schade optreden.
De kiwi is een slingerende klimplant en groeit uitermate krachtig. De planten worden op zeer ruime afstand (> 6 m) uit elkaar geplant en dienen te worden geleid tegen een muur, hekwerk of pergola. In de commerciële teelt worden hiervoor diverse constructies gebruikt die speciaal voor dit doel worden gemaakt. Snoeien is jaarlijks noodzakelijk om te voorkomen dat de planten te hard groeien en weinig vruchten vormen. Het duurt 3 tot 5 jaar na het aanplanten voordat er vruchten worden gevormd. Daarna kan er met de juiste verzorging elk jaar rijkelijk geoogst worden.
De vruchten hangen lang aan de plant voordat ze rijp zijn. Meestal worden ze onrijp geplukt voor een betere bewaarbaarheid en transporteerbaarheid. In Nederland is het, op een enkele uitzondering na, niet mogelijk om de vruchten aan de plant te laten rijpen. Om toch rijpe vruchten te krijgen worden de kiwi's zo laat mogelijk geplukt (zo vlak mogelijk voor het moment dat de nachtvorsten in oktober/november invallen) en vervolgens samen met bijvoorbeeld rijpe appels of bananen op een schaal gelegd en in een (plastic) zak verpakt. Deze zak wordt op een donkere plek met kamertemperatuur geplaatst. Hierbij duurt het ongeveer een week om de kiwi's af te rijpen, door de vorming van ethyleengas door de appels en de bananen. Een andere manier om rijpe vruchten in Nederland te krijgen is door de vruchten aan de plant te laten hangen tot hij, na de eerste vorst, zijn blad verloren heeft; op deze manier kunnen de rijpe kiwi's tot in januari geplukt worden.

## Rassen

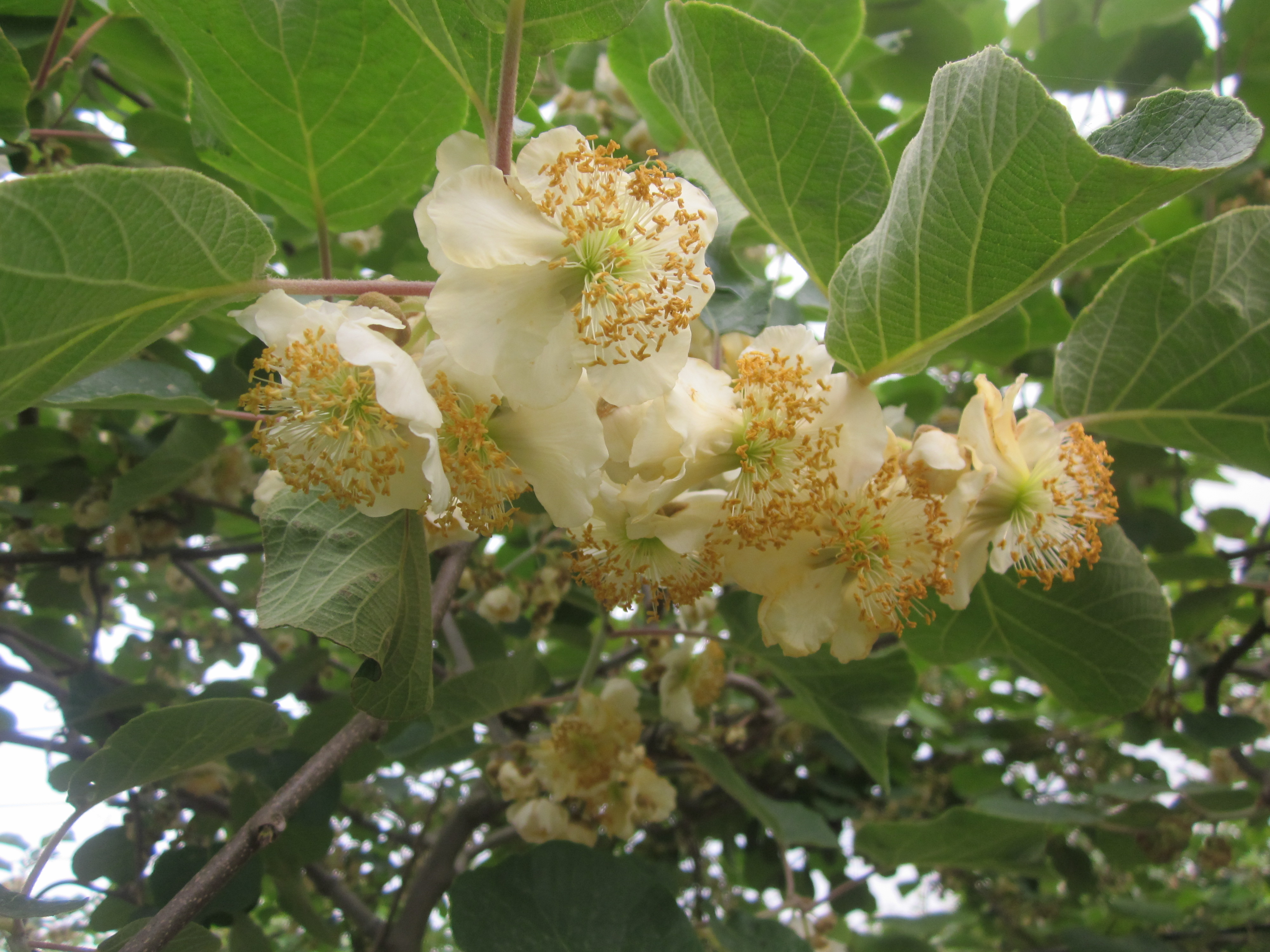
Kiwibloesem in Iran

De kiwi wordt van oudsher tot de soort Actinidia chinensis gerekend. Sinds kort wordt er echter wetenschappelijk onderscheid gemaakt tussen de soorten Actinidia deliciosa en Actinidia chinensis. Naast deze twee soorten zijn er nog meer Actinidia-soorten die eetbare vruchten leveren. Hiervan is de mini-kiwi (Actinidia arguta) het bekendst.
Tot de soort Actinidia deliciosa worden de variëteiten gerekend met helder groen vruchtvlees en een harige schil. Ook de takken en de bladeren van de planten zijn behaard. De meeste commercieel geteelde rassen behoren op dit moment tot deze soort. Zij zijn genetisch hexaploïd (2n = 6x = 174).
Tot de soort Actinidia chinensis worden de variëteiten gerekend met een vrijwel onbehaarde vruchtschil en vrijwel onbehaarde takken en bladeren. De kleur van het vruchtvlees varieert van geel tot lichtgroen en is bij sommige variëteiten rood gekleurd rondom de kern. Zij zijn genetisch diploïd of tetraploïd (2n = 2x = 58 of 2n = 4x = 116).
Vrijwel alle kiwirassen zijn tweehuizig. Mannelijke en vrouwelijke bloemen komen dus op verschillende planten voor. Hierdoor moet minimaal één mannelijke plant en één vrouwelijke plant worden aangeplant om vruchten te kunnen krijgen. In de bloemen van mannelijke planten zijn de meeldraden goed ontwikkeld en de stampers onderontwikkeld. Bij de vrouwelijke planten is het omgekeerde het geval: in de bloemen zijn de stampers goed ontwikkeld en de meeldraden onderontwikkeld.
Er zijn ook enkele eenhuizige (tweeslachtige) rassen bekend. Hierbij zijn in de bloemen zowel de meeldraden als de stampers ontwikkeld. Bij een eenhuizig ras hoeft er dus maar één plant te worden aangeplant om vruchten te kunnen krijgen.

### Vrouwelijke rassen (Actinidia deliciosa)
De wereldproductie van groene kiwi's wordt vrijwel geheel beheerst door het ras Hayward, dat tot de soort Actinidia deliciosa wordt gerekend. Hayward werd aan het begin van de 20e eeuw geselecteerd uit het eerste materiaal dat in Nieuw-Zeeland werd geïntroduceerd. Nadat de Nieuw-Zeelandse inspanningen de wereldwijde doorbraak van de kiwi tot gevolg hadden, werd Hayward marktleider vanwege de goede eigenschappen van de vruchten, namelijk de goede vruchtgrootte, de goede bewaarbaarheid, de goede transporteerbaarheid en de goede smaak. Voor de teler heeft het ras echter een aantal nadelige eigenschappen ten opzichte van andere rassen, namelijk: het late rijpingstijdstip. Het duurt wat langer voordat de planten in productie komen en als de planten eenmaal in productie zijn blijft de totaalopbrengst wat lager dan bij andere rassen. Voor de buitenteelt in Nederland rijpt Hayward eigenlijk te laat.
In Japan is de Koryoku cultivar het meest populair. De Koryoku is een Japanse selectie afkomstig van een zaailing van Hayward. De vruchten zijn vroeger rijp dan de Hayward en hebben een hoog suikergehalte.
De rassen Allison, Abbott, Bruno en Monty, die ook in Nieuw-Zeeland uit het eerst geïntroduceerde materiaal werden geselecteerd, spelen door het succes van Hayward in de internationale handel geen rol meer. Voor teelt in particuliere tuinen kunnen deze rassen echter nog wel interessant zijn, omdat ze vroeger rijpen.
Uit Zwitserland komt het ras Starella dat een winterhardere variant van Abbott zou zijn.
Latere pogingen in Nieuw-Zeeland (waarbij opnieuw vers materiaal uit China werd geïntroduceerd), alsmede pogingen in andere landen (onder andere Italië, Japan en de USA) hebben er nog niet toe geleid dat Hayward zijn eerste positie heeft moeten prijsgeven.
In China zelf zijn eveneens nieuwe selecties gemaakt uit in het wild verzameld materiaal. De bekendste daarvan is het ras Qinmei dat is geselecteerd uit de Qinling Shan. Qinmei wordt naast Hayward momenteel veel aangeplant in China. Geen van de nieuwe Chinese rassen spelen echter internationaal een rol van betekenis.
In Italië ontstond een knopmutant van Hayward met gladde vrijwel haarloze vruchten. Deze is onder de naam Top Star geïntroduceerd. De planten groeien veel minder sterk dan het moederras Hayward en vragen daardoor minder snoeiwerkzaamheden in de zomer. Deze mutant is tot nu toe niet doorgebroken.
In Italië ontstond eveneens een andere mutant van Hayward die 30 tot 45 dagen eerder rijpt dan het moederras maar voor het overige dezelfde kenmerken heeft. Dit ras draagt officieel de naam Convi 97001, doch wordt onder de merknaam Green Light op de markt gebracht. Mogelijk dat van deze mutant de vruchten onder Nederlandse omstandigheden rijp kunnen worden aan de plant.

### Tweeslachtige rassen (Actinidia deliciosa)
Voor particuliere tuinen worden soms eenhuizige (tweeslachtige) rassen aangeboden, zoals Jenny (ook wel Boskoop genoemd) en Solo. Bij de bloemen van deze rassen zijn zowel de meeldraden als de stampers ontwikkeld. Hierdoor hoeft niet langer een vrouwelijke en een mannelijke plant te worden geplant om vruchten te verkrijgen. Al deze eenhuizige rassen geven kleinere vruchten. Als een eenhuizig ras wordt bestoven door een zuiver mannelijk ras, dan kan de vruchtgrootte toenemen. Het formaat blijft echter kleiner dan van de zuiver vrouwelijke rassen. Het is niet uitgesloten dat door veredeling in de toekomst eenhuizige rassen op de markt zullen komen die wel grote vruchten dragen. Op dit moment is het planten van een zuiver vrouwelijk ras met een gelijk bloeiend mannelijk ras meer aan te bevelen, mits de ruimte het natuurlijk toelaat.

### Vrouwelijke rassen (Actinidia chinensis)
Inmiddels heeft Nieuw-Zeeland het ras Hort-16A geïntroduceerd. Dit ras wordt onder de merknaam Zespri Gold op de markt gebracht (tegelijkertijd is het ras Hayward omgedoopt tot Zespri Green). Hort 16-A is een diploïd ras dat wordt gerekend tot de soort Actinidia chinensis en is daarmee het eerste commerciële ras dat tot deze soort wordt gerekend. Het ras heeft vrijwel gladde bruine vruchten met geelachtig vruchtvlees en een zoete smaak. Doordat de vruchten een beetje taps toelopen, hebben ze een bijzondere vorm en een hoge herkenningswaarde voor de consument. Hort-16A geniet wettelijke bescherming en mag alleen worden geteeld door telers die bij de marketingorganisatie Zespri zijn aangesloten. Hiermee wordt getracht te voorkomen dat andere landen het succes zullen kopiëren zoals destijds met Hayward gebeurde. Hoewel Hort-16A gevoeliger is gebleken voor beschadigingen door transport, is het ras toch doorgebroken door de goede smaak en de hoge herkenningswaarde. Bovendien heeft dit ras een hogere opbrengst dan Hayward. Veel Nieuw-Zeelandse Hayward-plantages zijn inmiddels door middel van omenten overgeschakeld naar Hort-16A.
Er zijn nog enkele andere vrouwelijke kiwirassen welke behoren tot de soort Actinidia chinensis, zoals: Lushanxiang (geel vruchtvlees), Sanuki Gold (geel vruchtvlees), Yellow Queen (geel vruchtvlees), Kuimi (groen vruchtvlees), Rainbow Red (lichtgroen vruchtvlees met rode ring rondom de kern), Hongyang (lichtgroen vruchtvlees met rode ring rond de kern), Kosen (groen vruchtvlees met rode ring rondom de kern). Deze rassen zijn vaak bekend onder verschillende lokale benamingen, hetgeen veel verwarring kan geven. Geen van deze rassen heeft op dit moment serieuze commerciële betekenis gekregen.

### Vrouwelijke rassen (soortkruisingen)
In Japan wordt het vrouwelijke ras Sanryoku geteeld. Deze is ontstaan uit een soortkruising tussen Actinidia deliciosa en Actinidia chinensis.
Het ras Shinzan is ontstaan uit een soortkruising tussen Actinidia arguta (mini-kiwi) en Actinidia deliciosa.
Van het ras Kosui wordt vaak beweerd dat het een soortkruising is tussen Actinidia arguta (mini-kiwi) en Actinidia deliciosa, doch aan de hand van wetenschappelijk onderzoek is aangetoond dat dit zeer waarschijnlijk niet correct is. Waarschijnlijk is Kosui een soortkruising tussen Actinidia rufa en Actinidia chinensis.
Voor zover bekend, is geen enkele van deze soortkruisingen op de Europese markt beschikbaar.

### Mannelijke rassen
Vrouwelijke kiwirassen moeten voor de vruchtzetting bestoven worden door mannelijke rassen. Aan een mannelijk ras worden enkele eisen gesteld. Zo moet een mannelijk ras uitbundig bloeien, moeten de bloemen veel stuifmeel leveren, moet het stuifmeel van goede kwaliteit zijn en moet de bloeiperiode bij voorkeur een zo lang mogelijke periode beslaan. Bij een lange bloeiperiode is de kans op overlap met het te bestuiven vrouwelijke ras immers het grootst. Voor de diverse vrouwelijke rassen en voor de diverse lokale omstandigheden zijn verschillende mannelijke rassen geselecteerd. Enkele mannelijke rassen zijn: Matua, Tomuri, Atlas en Autari.
Matua en Tomuri behoren tot de klassieke Nieuw-Zeelandse rassen welke werden geselecteerd uit het eerst geïntroduceerde materiaal. Matua was met zijn vroegere bloei bedoeld voor de vroeger bloeiende vrouwelijke rassen Bruno, Allison en Abbott. Tomuri bloeit later en was daarmee bedoeld voor de later bloeiende vrouwelijke rassen Hayward en Monty. Van Tomuri is bekend dat deze soms minder uitbundig kan bloeien. Autari is een Italiaans ras welke voor lokale omstandigheden werd geselecteerd voor de bestuiving van Hayward.
De bovengenoemde mannelijke rassen behoren allen tot Actinidia deliciosa, maar zijn ook geschikt voor de bestuiving van vrouwelijke rassen van de soorten Actinidia chinensis en Actinidia arguta (mini-kiwi). Voor de bestuiving van Hort-16A worden in Nieuw-Zeeland mannelijke rassen gebruikt van de soort Actinidia chinensis, omdat Hort 16A erg vroeg bloeit en de bloeiperiode van deze mannelijke rassen daarmee overlapt.
Van Actinidia arguta (mini-kiwi) bestaan ook mannelijke rassen waarvan het voordeel is dat ze zeer winterhard zijn, doch ze leveren minder stuifmeel dan de mannelijke Actinidia deliciosa-rassen.
Ook is het mogelijk om vrouwelijke rassen te bestuiven met een eenhuizig (tweeslachtig) ras. Dit heeft als voordeel dat de stuifmeel leverende plant ook (kleine) vruchten zal dragen. De meeste eenhuizige rassen leveren echter stuifmeel van slechtere kwaliteit, waardoor bestuiving via een speciaal daarvoor geselecteerd mannelijk ras veel betere resultaten zal opleveren.